# Ciutat metropolitana de Gènova
La ciutat metropolitana de Gènova (en italià Città metropolitana di Genova) és una ciutat metropolitana de la regió de la Ligúria, a Itàlia. La capital és Gènova.
Limita al nord amb el Piemont (província d'Alessandria) i la regió d'Emília-Romanya (província de Piacenza i província de Parma), al sud amb el mar Lígur, a l'oest amb la província de Savona i a l'est amb la província de La Spezia.
Té una àrea de 1.839,20 km² i una població total de 851.987 habitants (2016). Hi ha 67 municipis a la ciutat metropolitana.
L'1 gener 2015 va substituir la província de Gènova.